# Открытая дорога (фильм, 2012)
«Открытая дорога» (англ. Open Road) — американо-бразильская драма 2012 года режиссёра Марсиу Гарсии. Премьера фильма состоялась 15 июля 2012 года.

## Сюжет
Анжи (Камилла Белль) — молодая бразильская художница, которая пытается расстаться со своей прежней жизнью. И отправляется в путешествие по стране в поисках смысла жизни. Но находит не только себя, но и свою любовь.

## В ролях
| Актёр           | Роль  |
| --------------- | ----- |
| Камилла Белль   | Анжи  |
| Энди Гарсиа     | Чак   |
| Джульетт Льюис  | Джил  |
| Колин Игглсфилд | Дэвид |
| Джон Сэвидж     | Карл  |

## Критика
Обозреватель Common Sense Media Грейс Монтгомери отмечает звёздный состав исполнителей, а также пишет: «„Открытая дорога“ отлично справляется с созданием атмосферы и настроения с помощью красивых пустынных пейзажей и множества сцен с минимальным количеством слов или вообще без них». Симпатизируя главной героине, она, тем не менее, говорит о её неоднозначном поведении, заставляющем менять отношения к Анжи на протяжении всего фильма.
По мнению кинокритика Андреаса Кёнеманна, фильм отличает качественно созданный образ главной героини, а также блестящие актёрские работы Энди Гарсиа и Джульетт Льюис.

## Награды
На форуме Los Angeles Brazilian Film Festival, где состоялась мировая премьера «Открытой дороги», композитор Рубен Феффер был награждён призом за лучшую музыку